# Pitkäjärvi (sjö i Finland, Birkaland)
Pitkäjärvi är en sjö i Finland. Den ligger i Kangasala i östra delen av tätorten Tammerfors, öster om sjön Kaukajärvi, i landskapet Birkaland, i den södra delen av landet, 150 km norr om huvudstaden Helsingfors. Pitkäjärvi ligger 88,3 meter över havet. I omgivningarna runt Pitkäjärvi växer i huvudsak blandskog. Arean är 16 hektar och strandlinjen är 2,81 kilometer lång. Sjön  ingår i Kumo älvs huvudavrinningsområde. 
Trakten ingår i den boreala klimatzonen.